# Georges Dupas
Georges Dupas (1916-2009) est un enseignant, érudit et historien français du XXe siècle. Outre l'histoire, il a consacré quelques ouvrages au langage, à l'onomastique et aux mœurs de sa région d'origine. Ses travaux se focalisent sur la Flandre maritime, située dans l'arrondissement de Dunkerque, dans le département du Nord, encore appelée le Westhoek français.

## Biographie
Les éléments de la biographie de Georges Dupas proviennent des sources indiquées en bibliographie et dans les notes et références, dont son ouvrage auto-biographique.
George Dupas nait à Vieille-Église (Pas-de-Calais) en 1916. Il est le fils d'Abel Dupas cultivateur et de Fasquel Julie.
Il passe son enfance à Oye-Plage. La famille vit ensuite à Loon-Plage, il réalise une partie de ses études à Gravelines puis à Calais où il effectue des études secondaires en bénéficiant d'une bourse d'études.
En 1935, à 19 ans, il commence sa vie professionnelle en étant surveillant à Bohain dans l'Aisne.
Il effectue ensuite son service militaire à Metz jusqu'en 1938.
Au retour, Georges Dupas commence sa carrière d'instituteur en étant d'abord instituteur suppléant sur différents postes dans des écoles de garçons.
Le 20 mars 1939, il fait une période de réserve militaire au Fort des Dunes à Leffrinckoucke.
Mobilisé pendant la seconde guerre mondiale, il obtient, pendant la période de drôle de guerre, l'autorisation de son colonel pour se marier : l'union a lieu à Loon-Plage le lundi de Toussaint 1939. Il épouse Nelly Roucou (1915-1974). Le premier enfant du couple nait peu après le 29 janvier 1940.
Georges Dupas est fait prisonnier de guerre, il s'évade, est repris, et doit travailler en tant que prisonnier de guerre à l'hôpital militaire de Saint-Omer. 
Il évite la déportation en Allemagne. Libéré en 1941, il est nommé instituteur à Loon-Plage puis à Gravelines de 1943 à 1946. Un deuxième enfant nait en juillet 1944. Le couple en aura cinq.
En octobre 1946, il est muté à Bourbourg où le couple se fixe et où Georges Dupas effectue toute sa carrière.
Il va mettre à profit ses séjours à Oye-Plage, Loon-Plage, Gravelines pour rassembler des éléments d'un glossaire du picard local.
Georges Dupas appartient à une génération d'« instituteurs laïcs et républicains », qu'il va incarner de façon personnelle : « forte personnalité, ancré dans ses valeurs, jusqu'à l'anti-conformisme, blouse grise et béret chevillé au crâne ».
Georges Dupas est membre de la commission historique du Nord dès 1962 : le travail réalisé en 1959 et publié en 1962 à l'occasion du tricentenaire du rattachement de Bourbourg à la France, lui vaut sa nomination (arrêté préfectoral du 16 octobre 1962). Il est également président d'honneur de l'association de généalogie de Gravelines, créée en 1995, qu'il a aidée pendant six ans à ses débuts. Membre par ailleurs de plusieurs sociétés historiques ou linguistiques du nord de la France, il participe à leurs travaux par des études fondées essentiellement sur ses recherches dans les archives locales.
Georges Dupas meurt le 8 février 2009, à l'âge de 93 ans, à la résidence « Olivier Varlet  » à Bourbourg. Pour l'enterrement, est prévue une cérémonie civile.

## Travaux
Sauf de brèves parenthèses, liées aux obligations professionnelles et militaires, toute la vie de Georges Dupas se déroule à l'intérieur d'un périmètre géographique limité, une sorte de triangle Calais-Dunkerque-Saint-Omer. Cette limitation territoriale s'accompagne et se compense d'une attitude de recherche peu commune : l'étude et l'exploitation systématique et inlassable des sources disponibles dans les archives des communes du secteur.
Nommé instituteur à Gravelines de 1943 à 1946 puis à Bourbourg de 1946 à la fin de sa carrière, Georges Dupas y découvre la richesse des archives locales. Passionné d'histoire, il commence dès 1947, ce qu'il a appelé « sa double vie », la recherche historique à côté de son métier d'enseignant. Ses premiers travaux datent des années 1950, mais il n'est publié qu'au début des années 1960. Il va écrire plus d'une centaine d'ouvrages et d'articles sur les terroirs locaux, essentiellement ceux où il vécut. Il fonde ses recherches sur le dépouillement des archives mentionnées, comme les riches dépôts de documents des villes de Bourbourg (siège de la châtellenie de Bourbourg puis du canton de Bourbourg), dont un inventaire sommaire pour la période antérieure à 1790 a été publié en 1877, de Gravelines etc.
Les ouvrages, écrits seul ou en collaboration, figurent, sauf exception, sur le site de la Bibliothèque nationale de France. Nombre d'entre eux sont disponibles sur les sites d'achat en ligne,.
Les autres travaux de Georges Dupas, non référencés ci-dessous, ont été retrouvés dans les pages de présentation de l'auteur et/ou de ses œuvres dans les livres cités.

### Livres
- Histoire de Bourbourg et de sa châtellenie, Dunkerque, 1978, Westhoeck éditions[10], synthèse de trente ans de recherches sur la ville de Bourbourg.
- Loon-Plage à travers les siècles, Dunkerque, 1979, Westhoeck éditions.
- Le Vieux Parler à Oye-Gravelines-Loon, Dunkerque, 1980, Westhoeck éditions. Illustrations de René Dupas, son fils, qui a dessiné quelques uns des derniers aspects typiques de la Flandre maritime[3].
- Les noms de personnes en Flandres-Artois du XIIIe siècle à nos jours. Essai d'anthroponymie régionale et comparée, Dunkerque, 1988, éditions du Beffroi.
- Gravelines : rues d'hier et d'aujourd'hui, Imprimerie Landais, 1995[11].
- Mémoires d'un ex-enfant de chœur, souvenirs ethnographiques de Oye à Loon et à Bourbourg, Gravelines, 2000, Généalogie association Gravelines. En partie autobiographique.
- Le Clergé, les Couvents et leurs biens dans la châtellenie de Bourbourg avant la Révolution, Coudekerque-Branche, 2000, Galaad Graal.
- Gravelines, ville forte et port de pêche, Gravelines, 2000, Généalogie association Gravelines.
- Seigneuries et seigneurs de la châtellenie de Bourbourg, Coudekerque-Branche, 2001, Galaad Graal.

En collaboration
- Histoire de Gravelines, porte de Flandre, et de ses hameaux des origines à la Libération, Dunkerque, 1981, Westhoeck Éditions. Avec la participation de Patrick Oddone. Disponible sur Gallica[12].
- Pêcheurs à Islande "du banc de prière au banc de misère"- Ceux des Huttes de Gravelines, de Petit-Fort et de Grand-Fort-Philippe, Dunkerque, 1988, Westhoeck éditions des Beffrois. Collaboration Raymond Delahaye - Georges Dupas.
- Histoire de Coudekerque-Branche, Dunkerque, 1988, Éditions du Beffroi. Patrick Oddone (dir.), plusieurs collaborateurs dont Georges Dupas.
- Madame de Ryck, roman d'histoire locale, 1990. Livre de Jacqueline Quef-Allemant. Préface de Georges Dupas[13].

Articles
- « Bourbourg sous la Révolution », série d'articles hebdomadaires, publiés dans le quotidien Nord-Matin, en 1947-1948[3].
- « La suppression des couvents à Bourbourg pendant la Révolution », dans Bulletin du Comité flamand de France, 1961.
- « La châtellenie de Bourbourg au XVIIe siècle : Annexion, Francisation », dans Bulletin de la Société des antiquaires de la Morinie, tome XXXVIII[14], 1962. Travail réalisé à l'occasion du tricentenaire du rattachement de Bourbourg à la France[3].
- « Les sœurs noires de Bourbourg », dans Bulletin du Comité flamand de France, 1966.
- « Toponymie et fantaisie en Flandre maritime », dans Les Amis du Vieux Dunkerque, novembre 1980.
- « Promenade toponymique par les chemins de Flandre, d'après les archives de Bourbourg et de Gravelines », dans Parlers et traditions du Nord, II, Société de linguistique picarde, 1981, n°78. Présentation-Analyse dans la Revue du Nord, 1984, n° 261-262, pp. 942-944[15].
- « Le choléra à Gravelines et Bourbourg au XIXe siècle », dans Revue du terroir, Tome 24, 1958, Villeneuve d'Ascq, pp.19-44.
- « Patronymes flamands et français à Dunkerque », dans Revue des Amis du vieux Dunkerque, novembre 1987.
- « Gravelines place forte et sa garnison au XVIIIe siècle : "noms de guerre" des militaires », dans Bulletin de la Commission historique du Nord, Tome XLVI, 1991-1992[14].

### Interventions diverses
Georges Dupas a participé à de nombreuses conférences. Peuvent être citées :
- Actes du Congrès de la fédération des sociétés savantes du Nord de la France, Calais, 28 octobre 1984 - Thème du congrès : Les cadres sociaux du Haut Moyen-Âge à nos jours dans le Nord de la France. Exposé de Georges Dupas : La Seigneurie de Ghyselhuys de Bourbourg[16].
- Participation au 32e Congrès de la fédération des sociétés savantes du Nord de la France, Dunkerque, 20 octobre 1991. Thème du congrès : Seigneuries et châteaux dans le Nord de la France du Moyen-Âge à nos jours. Actes édités par la Société dunkerquoise d'histoire et d'archéologie, 1992.
- Participation au 39e Congrès de la fédération des sociétés savantes du Nord de la France, Ardres, 18 octobre 1998. Organisation : Association culturelle et historique d'Ardres.

Par ailleurs, sa profonde connaissance du terroir local amena plusieurs étudiants préparant un mémoire ou une thèse à venir le consulter.

### Manuscrits
Les premiers travaux de Georges Dupas n'ont pas fait l'objet d'une édition ou publication. Repris dans les ouvrages ultérieurs, il n'en reste plus d'exemplaires.
- Bourbourg sous la Révolution obtient une médaille de vermeil au concours d'histoire lancé par l'Académie des sciences, lettres et arts d'Arras, multigraphié, 1952, 190 p., 30 fac-similés.
- Bourbourg sous le Consulat et l'Empire, 1954, multigraphié, 110 p., 27 fac-similés.
- Seigneuries et seigneurs de la châtellenie de Bourbourg, étude datant de 1956[3].

## Portrait
Un portrait (photographie) de Georges Dupas figure dans Gravelines Magazine de 2009 lors de son décès ainsi que dans son ouvrage Histoire de Gravelines.

## Publications
- « Georges Dupas », sur le site data de la Bibliothèque nationale de France, lire en ligne.
- « Dupas, Georges (1916-...) », sur le site de l'Agence bibliographique de l'enseignement supérieur, Idref,  lire en ligne.
- Georges Dupas, Mémoires d'un ex-enfant de choeur, souvenirs ethnographiques de Oye à Loon et à Bourbourg, Gravelines, 2000,  Généalogie association Gravelines .
- Inventaire sommaire des archives communales antérieures à 1790, Lille, 1877, lire en ligne.
- « L'historien Georges Dupas est décédé », dans Gravelines Magazine, 2009, lire en ligne.